# Gulu
Gulu je grad u Ugandi i sjedište istoimenog distrikta u regiji Northern. Nalazi se 80 km južno od sudanske granice, na 1075 metara nadmorske visine. Leži na uskotračnoj pruzi koja povezuje gradove Tororo i Pakwach. Kampala je udaljena oko 320 km cestom prema jugu. Grad ima vlastitu zračnu luku.
Gulu je od 1989. bio poprištem sukoba između vladinih snaga i militantne skupine Lord's Resistance Army (LRA). Nakon što se vodstvo LRA 2007. povuklo u DR Kongo, u području vlada relativan mir, a grad doživljava blagi razvoj.
Narod Acholi čini oko 80% stanovništva, od kojih su velika većina kršćani. Jezici u uporabi su luo, svahili, engleski i luganda. 
Gulu je godine 2008. imao 141.500 stanovnika.

## Vanjske poveznice

### Ostali projekti
|  | Zajednički poslužitelj ima još gradiva o temi Gulu |